# Aérodrome de Bader Field
L'aérodrome de Bader Field est un aérodrome américain, desservant la ville d'Atlantic City, au New Jersey.
Ouvert en 1910, il a fermé en septembre 2006.